# فاکتور رشد شبه‌انسولین
فاکتورهای رشد شبه انسولین، (به انگلیسی: insulin-like growth factors (IGFs)) پروتئین‌هایی با ساختار مشابه انسولین هستند. این پروتئین‌ها در رشد و متابولیسم سلول‌های زیادی دخیل بوده و نوعی سیتوکین هستند.

## انواع
دو نوع فاکتور رشد شبه انسولینی وجود دارد: IGF1 و IGF1 .IGF2 از کبد در اثر تحریک هورمون رشد ساخته می‌شود و در متابولیسم سلول‌ها و رشد سلولی مؤثر است. ممکن است بالاتر از سطح نرمال بودن IGF1 خطر چند نوع سرطان را افزایش دهد. IGF1 یک هورمون کاملاً آنابولیک است و باعث افزایش حجم عضله و کاهش چربی بدن می‌شود. این ماده انتقال اسید آمینه و گلوکز، بالانس مثبت نیتروژنی و سنتز گلیکوژن را تسهیل نموده و دارای اثرات آنابولیک در استخوان و غضروف است.
IGF1R و IGF2R گیرنده‌های پروتئینی هستند که روی سطح برخی از سلول‌ها یافت می‌شود و به فاکتور رشد شبه انسولین (Igf) متصل می‌شود؛ در نتیجه تحریک آن‌ها سلول‌ها رشد می‌کنند و تقسیم می‌شوند. پروتئین IGFR در سطوح بالا بر روی چند نوع از سلول‌های سرطانی یافت می‌شود، و در نتیجه این سلول‌ها در حضور IGF به سرعت رشد کنند.